# Talamasca
Talamasca (Cedric Dassulle) é um famoso produtor francês e veterano da música eletrônica mundial com mais de 17 anos de carreira na cena international do Trance. Já se apresentou em mais de 50 países. O nome Talamasca vêm do Latim, e significa "Máscara Animal". Antigamente também servia para descrever um Shaman ou uma Bruxa.
O álbum "One", lançado em 2009, foi produzido inteiramente em conjunto com um único outro grupo também francês, o XSI (Jean Marc Segondy e Barthelemy Bayona) cujo nome dessa parceria é Talamasca XSI.

## Singles
- 1999 "Sinaï/Halloween"[1] (3D Vision)
- 2001 "Genetik Monster"[2] (Moon Spirits Records)
- 2001 "Magnetic Fields"[3] (Spiral Trax International)
- 2005 "Illusion World"[4] (Arcadia Music)

## Álbuns
- 2000 - Beyond the Mask[5]
- 2001 - Música Divinorum[6]
- 2003 - Zodiac[7]
- 2004 - Made in Trance[8]
- 2007 - Obsessive Dream[9]
- 2009 Talamasca XSI-One[10] (Mind Control Records/Parabola Music)
- 2009 - One
- 2011 Talamasca & Mesmerizer - Make Some Noise [11] (Mind Control Records)
- 2011 - Back to the bach
- 2011 - Make Some Noise
- 2013 - Psychedelic trance
- 2014 - Level 9
- 2015 - The Time Machine
- 2017 - A Brief History Of Goa Trance
- 2018 - We Gonna Rock The World (com Ivan Castro)